# Ivan Benko
Ivan Benko (21. února 1934 Presov– 18. května 2010 Bratislava) byl slovenský fotbalový obránce. Je pohřben v Bratislavě-Prievozu.

## Hráčská kariéra
V československé lize hrál za Slávii VŠ Bratislava, Slovan ÚNV Bratislava a Duklu Pardubice ve třinácti utkáních, aniž by skóroval.
V letech 1949 a 1950 získal se Sokolem NV Bratislava (dobový název Slovanu) dva tituly dorosteneckého mistra Československa.

### Prvoligová bilance
| Ročník             | Zápasy | Góly | Minuty | Klub                  |
| ------------------ | ------ | ---- | ------ | --------------------- |
| I. liga 1953       | 1      | 0    | 90     | Slávia VŠ Bratislava  |
| I. liga 1956       | 3      | 0    | 270    | Slovan ÚNV Bratislava |
| I. liga 1957/58    | 1      | 0    | 90     | Slovan ÚNV Bratislava |
| I. liga 1958/59    | 3      | 0    | 188    | Dukla Pardubice       |
| I. liga 1959/60    | 5      | 0    | 400    | Dukla Pardubice       |
| CELKEM I. ČS. LIGA | 13     | 0    | 1 038  |                       |